# Camí del Girbau

El Camí del Girbau, respecte de Granera

El Camí del Girbau és una pista rural del terme municipal de Granera, a la comarca del Moianès.
Està situat en el sector central-occidental del terme. Arrenca del Camí de Monistrol de Calders a Granera a les Roques de Caldat, des d'on s'adreça cap al nord-est per fer tota la volta al torrent de Caldat, després venç la Carena de Caldat i fa el tomb a un segon torrent, el del Girbau. Travessa aquest torrent i emprèn cap al nord-oest, arribant a les dues masies del Girbau (de Dalt i de Baix) en quasi dos quilòmetres i mig.